# Хольмлёв, Элин
Элин Хольмлёв (швед. Elin Holmlöv; полное имя — Элин Анна Мария Хольмлёв (швед. Elin Anna Maria Holmlöv); 5 августа 1987, Книвста, лен Уппсала, Швеция) — шведская хоккеистка, игравшая на позиции левого нападающего. Выступала за шведские клубы: АИК, «Сегельторп» и «Муксунд-Скутамн». Играла за студенческую команду «Миннесота-Дулут Бульдогз» и клуб чемпионата России «Торнадо». Игрок национальной сборной Швеции, сыгравшая более 150 международных матчей. Исполняла обязанности капитана национальной команды. Выступала на зимних Олимпийских играх 2010 и восьми чемпионатах мира. Двукратный бронзовый призёр чемпионатов мира (2005 и 2007). Трёхкратная чемпионка Швеции, двукратная чемпионка России. Трижды выигрывала Кубок европейских чемпионов. Стала первым игроком, дважды признанным лучшей хоккеисткой Швеции (2009 и 2012). В 2008 году стала победительницей чемпионатов Западной студенческой хоккейной лиги (WCHA) и Национальной ассоциации студенческого спорта (NCAA). Является рекордсменкой шведской сборной по количеству заброшенных шайб на одном чемпионате мира. После сезона 2014/15 завершила игровую карьеру из-за травмы спины.

## Биография
Элин Хольмлёв родилась в Книвсте, лен Уппсала. Её отец, Пер Гуннар, исследователь в области информационных технологий, 25 лет являвшийся секретарём ассоциации TELDOK. Элин начала заниматься хоккеем в команде «Римбо», где играла вместе с мальчиками. Позже перешла в клуб АИК, женская команда которого выступала в первом дивизионе чемпионата Швеции. С сезоне 2002/03 Хольмлёв стала играть в женском национальном чемпионате. В своём первом сезоне Элин с АИКом вышла в финал, в котором выиграла команда «Мелархёйден/Бреденг». В течение чемпионата Хольмлёв дебютировала в сборной Швеции, сыграв в 3-х матчах. В следующем сезоне она стала основным игроком в клубе и сборной. Вместе с АИКом Хольмлёв стала чемпионкой страны. В составе национальной команды она впервые сыграла чемпионате мира. На турнире Элин стала лучшим ассистентом и бомбардиром своей сборной. В сезоне 2004/05 она вместе с Эвелиной Самуэльссон стали лучшими бомбардирами АИКа. Они вновь играли в финале, завершившийся победой «Мелархёйден/Бреденг» со счётом 4:3. Вместе с АИКом Хольмлёв выиграла Кубок европейских чемпионов. В апреле она сыграла на чемпионате мира 2005. Элин стала одним из лучших ассистентов сборной Швеции и помогла ей впервые в своей истории завоевать медали мировых первенств. В сезоне 2005/06 Хольмлёв готовилась к выступлению на зимних Олимпийских играх 2006, но из-за полученной травмы спины и последующей операции пропустила турнир.
В 2006 году Хольмлёв поступила в Университет Миннесоты-Дулут, где ей предстояло играть за студенческую команду «Миннесота-Дулут Бульдогз» вместе с партнёршей по сборной Швеции — Ким Мартин. В первый свой сезон Элин вместе с командой играла в финале чемпионата Национальной ассоциации студенческого спорта (NCAA), где они проиграли Университету Висконсина. Хольмлёв сыграла на чемпионате мира 2007 и помогла сборной выиграть вторую бронзовую медаль. В следующем сезоне результативность Элин возросла: она стала набирать в среднем более одного очка за матч. По итогам сезона «Бульдогз» выиграли чемпионаты Западной студенческой хоккейной лиги (WCHA) и NCAA. В чемпионате 2007/08 шведка стала лучшим бомбардиров «Миннесоты-Дулут», набрав 51 (23+28) результативный балл. Хольмлёв была включена во вторую Сборную всех звёзд. 7 ноября 2008 года Элин забросила решающую шайбу и принесла шведской сборной первую победу в 60 проведённых матчах против сборной Канады. Она сыграла на чемпионате мира 2009 в Хямеэнлинна. Элин забросила на турнире 6 шайб, установив рекорд сборной Швеции. Шведская хоккейная ассоциация признала Хольмлёв лучшей хоккеисткой 2009 года.
В сезоне 2009/10 Хольмлёв готовилась к игре на своей первой Олимпиаде. Она приостановила учёбу в университете и подписала контракт с клубом «Сегельторп». Она стала вторым бомбардиром новой команды, которая выиграла чемпионат Швеции. В феврале 2010 года Элин попала в заявку на зимние Олимпийские игры 2010. Она набрала 4 (1+3) очка в 5 играх — второй результат в команде. Шведки играли в матче за 3-е место, где проиграли сборной Финляндии в овертайме со счётом 2:3. В сезоне 2010/11 Хольмлёв продолжила играть за студенческую команду. Она стала лучшим бомбардиром команды и установила личный рекорд по количеству набранных очков — 52. По итогам чемпионата шведка была включена в третью Сборную всех звёзд лиги. После завершения учёбы в университете Хольмлёв вместе с Мартин подписали контракт с клубом «Торнадо», выступающим в чемпионате России. Элин провела в российской команде два сезона, дважды в которых выигрывала национальный чемпионат и стала победительницей Кубка европейских чемпионов (2012). В сезоне 2011/12 Хольмлёв исполняла обязанности альтернативного капитана сборной. На чемпионате мира 2012 она вместе с Йенни Ассерхольт стали лучшими бомбардирами своей сборной. По итогам года Хольмлёв была признана лучшей хоккеисткой Швеции; она стала первым игроком, получившим данную награду дважды. На следующем мировом первенстве Элин была капитаном сборной, заменив в этой роли завершившую международную карьеру Эрику Хольст. После мирового первенства Хольмлёв объявила о завершении карьеры в сборной из-за травмы спины. В 2013 году она вернулась в Швецию, подписав контракт с командой «Муксунд-Скутамн». Последствия травмы не позволяли Элин демонстрировать прежнюю результативность. После одного сезона в «Муксунд-Скутамн» она вернулась в АИК. В сезоне 2014/15 Хольмлёв сыграла в финале чемпионата, завершившимся победой клуба «Линчёпинг». После окончания турнира она объявила об окончании игровой карьеры из-за хронической травмы спины. В 2018 году Хольмлёв вместе со шведскими игроками Национальной хоккейной лиги (НХЛ) участвовала в записи обучающих материалов, направленных на улучшение бомбардирских навыков юных хоккеистов.

## Статистика
| Легенда | Легенда                    | Легенда | Легенда                   | Легенда | Легенда    |
| ------- | -------------------------- | ------- | ------------------------- | ------- | ---------- |
| И       | Количество проведённых игр | Штр     | Штрафное время            | +/−     | Плюс-минус |
| Г       | Голы                       | П       | Голевые передачи          | О       | Очки       |
| -       | Статистика неизвестна      | —       | Статистика не учитывалась |         |            |

### Международная
По данным: Eurohockey.com и Eliteprospects.com

## Достижения
| Год              | Команда                  | Достижение                                     | Достижение |
| ---------------- | ------------------------ | ---------------------------------------------- | ---------- |
| 2003, 2005, 2015 | АИК                      | Серебряный призёр чемпионата Швеции (3)        |            |
| 2004             | АИК                      | Чемпионка Швеции (3)                           |            |
| 2010             | Сегельторп               | Чемпионка Швеции (3)                           |            |
| 2015             | Линчёпинг                | Чемпионка Швеции (3)                           |            |
| 2004, 2005       | АИК                      | Победительница Кубка европейских чемпионов (3) |            |
| 2012             | Торнадо                  | Победительница Кубка европейских чемпионов (3) |            |
| 2005, 2007       | Швеция                   | Бронзовый призёр чемпионата мира (2)           |            |
| 2008             | Миннесота-Дулут Бульдогз | Чемпионка WCHA                                 |            |
| 2008             | Миннесота-Дулут Бульдогз | Победительница турнира NCAA Championship       |            |
| 2012, 2013       | Торнадо                  | Чемпионка России (2)                           |            |

| Год  | Команда                  | Достижение                                  | Достижение |
| ---- | ------------------------ | ------------------------------------------- | ---------- |
| 2009 | Миннесота-Дулут Бульдогз | Попадание во вторую Сборную всех звёзд WCHA |            |
| 2011 | Миннесота-Дулут Бульдогз | Попадание в трутью Сборную всех звёзд WCHA  |            |

| Год        | Достижение                   | Достижение |
| ---------- | ---------------------------- | ---------- |
| 2009, 2012 | Лучшая хоккеистка Швеции (2) |            |

- По данным Eliteprospects.com.

## Рекорды
Швеция
- Наибольшее количество голов на одном чемпионате мира — 6 (2009)
- По данным Eliteprospects.com.